# Teresa Pàmies
Pour les articles homonymes, voir Pàmies.
Teresa Pàmies i Bertran, née le 8 octobre 1919 à Balaguer et morte le 13 mars 2012  à Grenade (Espagne), est une écrivaine espagnole d'expression catalane qui raconte surtout les expériences de l'exil républicain pendant la guerre d'Espagne.

## Biographie
Teresa Pàmies est la fille du dirigeant marxiste Tomàs Pàmies.  
Elle entre aux Joventuts Socialistes Unificades de Catalunya en 1937 et est une des fondatrices de l'Alliance nationale de la jeune femme (1937-1939). Mariée avec Gregorio López Raimundo, secrétaire général du Parti socialiste unifié de Catalogne (PSUC), fédéré avec le Parti communiste d'Espagne, elle est la mère de l'écrivain Sergi Pàmies. 
Pendant la Seconde République espagnole, Teresa Pàmies devient une figure politique très engagée. Pendant la guerre d'Espagne, elle intègre la Jeunesse socialiste unifiée de Catalogne. 
Après le conflit, elle s'exile en France puis à Cuba, en République dominicaine et finalement au Mexique où elle étudie le journalisme. 
En 1947, cette féministe et militante de gauche abandonne le Mexique pour aller à Belgrade où elle travaille pour la radio et enfin à Prague.
En 1971, elle reçoit le prix Josep Pla. L’année suivante, elle revient définitivement en Catalogne et écrit différents livres en catalan.
Teresa Pàmies meurt le 13 mars 2012 à Grenade, après avoir publié une cinquantaine de livres.

## Œuvres
- Testament a Praga (prix de la critique Serra d'Or et prix Josep Pla du Récit 1972), avec son père.
- Quan érem capitans (1974)[3]
- Va ploure tot el dia (1974)
- Quan érem refugiats  (1975)
- Si vas a París, papà... (diari de maig 1968)(1975)
- Gent de la vetlla (1975)
- La filla de gudari (2001)

## Prix et reconnaissance
- Prix de la critique Serra d'Or (1972)
- Prix Josep Pla (1972)
- Creu de Sant Jordi (1984)
- Médaille d'honneur de Barcelone (1997)
- Prix d'honneur des lettres catalanes (2001)
- Prix Manuel Vázquez Montalbán (2006)